# جزيرة بانيهان
جزيرة بانيهان وهي جزيرة من جزر إندونيسيا، وتقع في إقليم جاوة الشرقية.